# Cacequi (ort)
Cacequi är en ort i Brasilien.   Den ligger i kommunen Cacequi och delstaten Rio Grande do Sul, i den södra delen av landet, 1 700 km söder om huvudstaden Brasília. Cacequi ligger 112 meter över havet och antalet invånare är 12 867.
Terrängen runt Cacequi är platt.
Trakten runt Cacequi består i huvudsak av gräsmarker. Runt Cacequi är det glesbefolkat, med 18 invånare per kvadratkilometer.